# Campeonato Mundial de Atletismo em Pista Coberta de 2022 - 60 m masculino
A prova dos 60 metros masculino do Campeonato Mundial de Atletismo em Pista Coberta de 2022 ocorreu no dia 18 de março na Belgrade Arena, em Belgrado, na Sérvia.

## Recordes
Antes desta competição, os recordes mundiais e do campeonato nesta prova eram os seguintes:
|                       | Nome              | Nacionalidade  | Tempo | Local       | Data                    |
| --------------------- | ----------------- | -------------- | ----- | ----------- | ----------------------- |
| Recorde mundial       | Christian Coleman | Estados Unidos | 6s 34 | Albuquerque | 18 de fevereiro de 2018 |
| Recorde do campeonato | Christian Coleman | Estados Unidos | 6s 37 | Birmingham  | 3 de março de 2018      |

## Medalhistas
| Ouro                 | Prata                   | Bronze             |
| Marcell Jacobs (ITA) | Christian Coleman (USA) | Marvin Bracy (USA) |

## Cronograma
Todos os horários são locais (UTC+1).
| Data        | Hora  | Evento    |
| ----------- | ----- | --------- |
| 18 de março | 10:45 | Bateria   |
| 18 de março | 18:40 | Semifinal |
| 18 de março | 21:20 | Final     |

## Resultados

### Bateria
Qualificação: 3 atletas de cada bateria (Q) mais os 3 melhores qualificados (q).  
| Posição | Bateria | Raia | Atleta                   | Nacionalidade            | Tempo | Notas                |
| ------- | ------- | ---- | ------------------------ | ------------------------ | ----- | -------------------- |
| 1       | 4       | 2    | Marvin Bracy             | Estados Unidos           | 6.46  | Q,                   |
| 2       | 1       | 5    | Christian Coleman        | Estados Unidos           | 6.51  | Q                    |
| 3       | 4       | 6    | Femi Ogunode             | Catar                    | 6.52  | Q,                   |
| 4       | 5       | 5    | Marcell Jacobs           | Itália                   | 6.53  | Q                    |
| 5       | 3       | 3    | Arthur Cissé             | Costa do Marfim          | 6.55  | Q                    |
| 6       | 4       | 8    | Karl Erik Nazarov        | Estónia                  | 6.55  | Q,                   |
| 7       | 7       | 2    | Bolade Ajomale           | Canadá                   | 6.57  | Q,                   |
| 8       | 3       | 4    | Shuhei Tada              | Japão                    | 6.57  | Q,                   |
| 9       | 3       | 2    | Lalu Muhammad Zohri      | Indonésia                | 6.58  | Q,                   |
| 10      | 7       | 7    | Adam Thomas              | Reino Unido              | 6.59  | Q                    |
| 11      | 1       | 4    | Aleksandar Askovic       | Alemanha                 | 6.61  | Q,                   |
| 12      | 3       | 7    | Stephen Abosi            | Botswana                 | 6.62  | q,                   |
| 13      | 2       | 7    | Ferdinand Omanyala       | Quênia                   | 6.62  | Q                    |
| 14      | 3       | 8    | Andrew Robertson         | Reino Unido              | 6.62  | q                    |
| 14      | 4       | 4    | Carlos Nascimento        | Portugal                 | 6.62  | q,                   |
| 16      | 5       | 6    | Jerod Elcock             | Trinidad e Tobago        | 6.63  | Q                    |
| 17      | 1       | 8    | Bernat Canet             | Espanha                  | 6.63  | Q                    |
| 18      | 5       | 7    | Imranur Rahman           | Bangladesh               | 6.64  | Q,                   |
| 19      | 2       | 4    | Mario Burke              | Barbados                 | 6.64  | Q                    |
| 20      | 2       | 1    | Nigel Ellis              | Jamaica                  | 6.64  | Q,                   |
| 21      | 2       | 8    | Israel Olatunde          | Irlanda                  | 6.66  |                      |
| 21      | 4       | 5    | Giovanni Galbieri        | Itália                   | 6.66  |                      |
| 23      | 6       | 8    | Travis Collins           | Guiana                   | 6.66  | Q                    |
| 24      | 6       | 3    | Rikkoi Brathwaite        | Ilhas Virgens Britânicas | 6.66  | Q                    |
| 25      | 1       | 2    | Ján Volko                | Eslováquia               | 6.66  | Recorde da temporada |
| 26      | 7       | 5    | Felipe Bardi dos Santos  | Brasil                   | 6.66  | Q                    |
| 27      | 3       | 6    | Dominik Illovszky        | Hungria                  | 6.67  |                      |
| 28      | 5       | 3    | Markus Fuchs             | Áustria                  | 6.68  |                      |
| 29      | 5       | 2    | Miles Lewis              | Porto Rico               | 6.69  |                      |
| 30      | 6       | 4    | David Vivas              | Venezuela                | 6.69  | Q                    |
| 31      | 2       | 2    | Adrian Brzeziński        | Polónia                  | 6.69  |                      |
| 32      | 6       | 2    | Ali Anwar Ali Al Balushi | Omã                      | 6.71  |                      |
| 33      | 7       | 4    | Sean Safo-Antwi          | Gana                     | 6.71  |                      |
| 34      | 2       | 5    | Erik Cardoso             | Brasil                   | 6.73  |                      |
| 35      | 7       | 8    | Hassan Taftian           | Irão                     | 6.75  | Recorde da temporada |
| 36      | 1       | 3    | Aleksa Kijanović         | Sérvia                   | 6.80  |                      |
| 37      | 2       | 3    | Favoris Muzrapov         | Tajiquistão              | 6.83  | Recorde nacional     |
| 38      | 5       | 8    | Hassan Saaid             | Maldivas                 | 6.87  | Recorde da temporada |
| 39      | 6       | 7    | Fabrice Dabla            | Togo                     | 6.87  |                      |
| 40      | 2       | 6    | Mohamed Alhammadi        | Emirados Árabes Unidos   | 6.94  | Recorde pessoal      |
| 41      | 7       | 6    | Benele Simphiwe Dlamini  | Essuatíni                | 6.98  | Recorde pessoal      |
| 42      | 4       | 3    | Mateo Vargas             | Paraguai                 | 7.08  |                      |
| 43      | 1       | 7    | Craig Gill               | Gibraltar                | 7.10  | Recorde pessoal      |
| 44      | 4       | 7    | Przemysław Słowikowski   | Polónia                  | DSQ   | TR16.8               |
| 44      | 1       | 6    | Umar Khayam Hameed       | Paquistão                | DSQ   | TR16.8               |
| 44      | 3       | 5    | Foday Kallon             | Serra Leoa               | DSQ   | TR16.8               |
| 47      | 5       | 4    | Melique García           | Honduras                 | DNS   | DNS                  |
| 47      | 7       | 3    | Francesco Sansovini      | San Marino               | DNS   | DNS                  |
| 47      | 6       | 5    | Joris van Gool           | Países Baixos            | DNS   | DNS                  |
| 47      | 6       | 6    | Emmanuel Eseme           | Camarões                 | DNS   | DNS                  |

### Semifinal
Qualificação: classificaram-se os 2 melhores de cada bateria (Q) mais 2 melhores colocados (q). 
| Posição | Bateria | Raia | Atleta                  | Nacionalidade            | Tempo | Notas            |
| ------- | ------- | ---- | ----------------------- | ------------------------ | ----- | ---------------- |
| 1       | 2       | 3    | Marcell Jacobs          | Itália                   | 6.45  | Q, =             |
| 2       | 3       | 6    | Christian Coleman       | Estados Unidos           | 6.51  | Q                |
| 2       | 1       | 3    | Marvin Bracy            | Estados Unidos           | 6.51  | Q                |
| 4       | 2       | 5    | Adam Thomas             | Reino Unido              | 6.57  | Q                |
| 5       | 3       | 5    | Bolade Ajomale          | Canadá                   | 6.58  | Q                |
| 6       | 2       | 7    | Karl Erik Nazarov       | Estónia                  | 6.59  | q                |
| 7       | 2       | 4    | Arthur Cissé            | Costa do Marfim          | 6.59  | q                |
| 8       | 3       | 4    | Femi Ogunode            | Catar                    | 6.60  |                  |
| 9       | 2       | 2    | Stephen Abosi           | Botswana                 | 6.61  | Recorde nacional |
| 10      | 3       | 3    | Aleksandar Askovic      | Alemanha                 | 6.62  |                  |
| 11      | 1       | 6    | Jerod Elcock            | Trinidad e Tobago        | 6.63  | Q                |
| 12      | 1       | 2    | Andrew Robertson        | Reino Unido              | 6.64  |                  |
| 13      | 1       | 4    | Ferdinand Omanyala      | Quênia                   | 6.64  |                  |
| 14      | 1       | 1    | Nigel Ellis             | Jamaica                  | 6.65  |                  |
| 15      | 3       | 1    | Carlos Nascimento       | Portugal                 | 6.65  |                  |
| 16      | 1       | 8    | Mario Burke             | Barbados                 | 6.67  |                  |
| 17      | 3       | 2    | Felipe Bardi dos Santos | Brasil                   | 6.67  |                  |
| 18      | 1       | 5    | Travis Collins          | Guiana                   | 6.67  |                  |
| 19      | 2       | 1    | David Vivas             | Venezuela                | 6.79  |                  |
| 20      | 3       | 8    | Bernat Canet            | Espanha                  | 8.29  |                  |
| 21      | 1       | 7    | Imranur Rahman          | Bangladesh               | DNF   | DNF              |
| 22      | 2       | 6    | Shuhei Tada             | Japão                    | DSQ   | TR16.8           |
| 23      | 2       | 8    | Lalu Muhammad Zohri     | Indonésia                | DNS   | DNS              |
| 23      | 3       | 7    | Rikkoi Brathwaite       | Ilhas Virgens Britânicas | DNS   | DNS              |

### Final
A final ocorreu dia 18 de março às 21:20. 
| Posição           | Raia | Atleta            | Nacionalidade     | Tempo        | Notas                                 |
| ----------------- | ---- | ----------------- | ----------------- | ------------ | ------------------------------------- |
| Medalha de ouro   | 5    | Marcell Jacobs    | Itália            | 6.41 (6.407) | Melhor marca do ano · Recorde europeu |
| Medalha de prata  | 3    | Christian Coleman | Estados Unidos    | 6.41 (6.410) | Melhor marca do ano                   |
| Medalha de bronze | 4    | Marvin Bracy      | Estados Unidos    | 6.44         | Recorde pessoal                       |
| 4                 | 1    | Karl Erik Nazarov | Estónia           | 6.58         |                                       |
| 5                 | 6    | Adam Thomas       | Reino Unido       | 6.60         |                                       |
| 6                 | 8    | Jerod Elcock      | Trinidad e Tobago | 6.63         |                                       |
| 7                 | 7    | Bolade Ajomale    | Canadá            | 6.63         |                                       |
| 8                 | 2    | Arthur Cissé      | Costa do Marfim   | 6.69         |                                       |

Legenda
| Recorde mundial       | Recorde mundial (World record)               |                       | Recorde africano                      | Recorde africano (African) |                                           | Q | Classificado por posição (Qualified) |
| Recorde do campeonato | Recorde do campeonato (Championship record)  | Recorde da América    | Recorde da América (Americas)         | q                          | Classificado por melhor tempo (Qualified) |   |                                      |
| Melhor marca do ano   | Melhor marca do ano (World leading)          | Recorde asiático      | Recorde asiático (Asian)              | DNS                        | Não largou (Did not start)                |   |                                      |
| Recorde nacional      | Recorde nacional (National record)           | Recorde europeu       | Recorde europeu (European)            | DNF                        | Não terminou (Did not finish)             |   |                                      |
| Recorde pessoal       | Recorde pessoal do atleta (Personal best)    | Recorde da Oceania    | Recorde da Oceania (Oceania)          | DSQ / DQ                   | Desclassificado (Disqualified)            |   |                                      |
| Recorde da temporada  | Recorde da temporada do atleta (Season best) | Recorde sul-americano | Recorde sul-americano (South America) | NM                         | Sem marca (No mark)                       |   |                                      |